# Meghan Markle
Meghan, vojvotkinja od Sussexa (r. Rachel Meghan Markle; Los Angeles, SAD, 4. kolovoza 1981.), bivša je američka glumica i supruga princa Harryja, vojvode od Sussexa. Članica je britanske kraljevske obitelji kao supruga mlađeg sina nasljednika krune.
Rođena je u obitelji oca Thomasa Marklea, televizijskog direktora fotografije, i majke Dorije Ragland, socijalne radnice i instruktorice yoge. Prvi joj je suprug bio glumac i producet Trevor Engelson, vjenčali su se 2011. godine. Brak im je trajao do rastave 2013. godine. Meghan i princ Harry zaruke su objavili u 2017. godini, nakon čega se ona seli u London i odriče glume. Vjenčanje novog kraljevskog para održava se 19. svibnja 2018. godine u Windsoru.
Prvi sin vojvode i vojvotkinje, Archie Harrison Mountbatten-Windsor, rođen je 6. svibnja 2019. godine. Početkom 2020. godine Meghan i Harry najavili su da namjeravaju napustiti pozicije članova kraljevske obitelji, a njihova odluka na snagu stupa na proljeće iste godine. U lipnju 2021. godine dobili su kćer Lilibet Dianu Mountbatten-Windsor.

## Djetinjstvo i obrazovanje
Rachel Meghan Markle rođena je 4. kolovoza 1981. godine kao dijete u mješovitom braku od oca Thomasa Marklea i majke Dorie Ragland za koju je izuzetno vezana.Otac joj je umirovljeni televizijski direktor fotografije, a nastanjen je u gradu Rosarito, Meksiko. Roditelji su joj rastavljeni od njene šeste godine, a s očeve strane ima stariju sestru, Samanthu i brata Thomasa Markle Jr., s kojima nije u kontaktu.
Pohađala je privatne škole, a bez obzira na to što je odgajana kao protestant išla je u Immaculate Heart High School, katoličku školu za djevojčice.Staž je služila u Američkoj ambasadi u Buenos Airesu, a jedan semestar je pohađala u Madridu. Prvostupničku diplomu stekla je na Northwestern sveučilištu 2003. godine.